# Abebe Bikila
Abebe Bikila (Jato, 1932. augusztus 7. – Addisz-Abeba, 1973. október 25.) kétszeres olimpiai bajnok etióp maratonfutó, a táv kétszeres világrekordere, az első színes bőrű afrikai olimpiai győztes.

## Korai évei
Egy kis etióp faluban, Jato-ban született egy pásztor fiaként, s iskolai tanulmányai mellett ő is sokszor pásztorkodott. Tanulmányait 1944-ben fejezte be. Fiatalon is tehetséges sportolónak számított: lovasként, úszóként és egy tradicionális etióp sport (gena) űzőjeként tűnt fel. Feleségét, Yewibdar Giorghis-t huszonkét éves korában vette el. Házasságukból négy gyermek született. Ennél jóval korábban, tizenhét éves korában került az ország fővárosába, három év elteltével pedig a császári testőrség tagjává vált.

## Pályafutása
Bikila mint a testőrség tagja részt vett egy olyan felvonuláson, ahol az 1956-os olimpiára utazó sportolók is ott voltak, s az egységes melegítő öltözéket meglátva úgy döntött, hogy szeretne elindulni a játékokon. Még ebben az évben elindult az etióp nemzeti katonai versenyen, ahol megverte az akkori legjobb etióp futót, Wami Biratut, aki 5000 és 10000 méteren is országos csúcstartó volt. Ekkor figyelt fel rá a svéd Onni Niskanen.
1960-ban, a római olimpián mezítláb futotta végig a maratoni távot és világcsúccsal nyert.
41 évesen agyvérzésben hunyt el.